# Fräulein Frau (1923)
Fräulein Frau ist der Titel eines stummen österreichischen Gesellschaftsdramas, das Hans Theyer (auch: Thayer) nach eigenem Manuskript 1923 mit Renate Renée und Hugo Werner-Kahle in den Hauptrollen für die Sascha Film-Industrie AG (Wien) inszeniert hat.

## Produktionsnotizen
Das Erzeugnis der von den Produzenten Alexander Graf Kolowrat und Arnold Pressburger betriebenen Wiener Sascha Film Industrie AG wurde von Nikolaus Farkas photographiert und lag der österreichischen Zensur am 25. August 1923 vor. Diese verhängte ein „Schulverbot“ (entspricht dem deutschen Jugendverbot) über den Film.
Die Uraufführung fand am 31. August 1923 in Wien statt.
Ein Inserat der Sascha-Film in der Zeitung Der Tag Wien Nr. 274 vom 1. September 1923 kündigt die Aufführung des Films in den Wiener Theatern Eos-Lichtspiele, Rotenturm-Kino und Zentralpalast-Kino und ab 4. September in den Häusern Tuchlauben-, Schottenring- und Central-Kino an.
Béla Balázs rezensierte den Film in Der Tag Wien Nr. 280 vom 7. September 1923 ausführlich.
In derselben Ausgabe auf S. 12 kündigt die Sascha Film in einem Inserat die Aufführung in sechs weiteren Wiener Kinos an, nämlich im Atlantis- und im Phönix-Kino und im Welt-Biograph, und ab 11. September im Margaretner Burgerkino, im Arkadenkino und im Meidlinger Biographtheater.
Die reichsdeutsche Verleihfassung lag am 24. März 1924 der Reichsfilmzensur in einer Länge von 2455 Metern (6 Akte) vor, die über sie unter der Nummer B.08267 ebenfalls ein Jugendverbot erließ.
Die Illustrationsmusik kompilierte und dirigierte Hans Ailbout.

## Weitere Filme mit dem Titel „Fräulein Frau“
Einen Stummfilm mit dem Titel „Fräulein Frau“ gab es bereits 1912. Emil Albes drehte das „Drama einer Konventions-Ehe aus der vornehmen Welt“ nach einem Buch von Irma Strakosch mit Hermann Seldeneck in der Hauptrolle für die Deutsche Bioscop GmbH. in Berlin.
Einen Tonfilm mit dem Titel „Fräulein Frau“ drehte Carl Boese 1934 mit Jenny Jugo. Das Drehbuch schrieb Axel Eggebrecht nach einem Bühnenstück von Ludwig Fulda. Produzent war Felix Pfitzner in seiner T. K. Tonfilm-Produktion GmbH (Berlin).